# Matthias Seestern-Pauly
Matthias Seestern-Pauly (* 28. Februar 1984 in Osnabrück) ist ein deutscher Politiker (FDP) aus Bad Iburg und Gymnasiallehrer. Er war von 2017 bis 2025 Mitglied des Deutschen Bundestages.

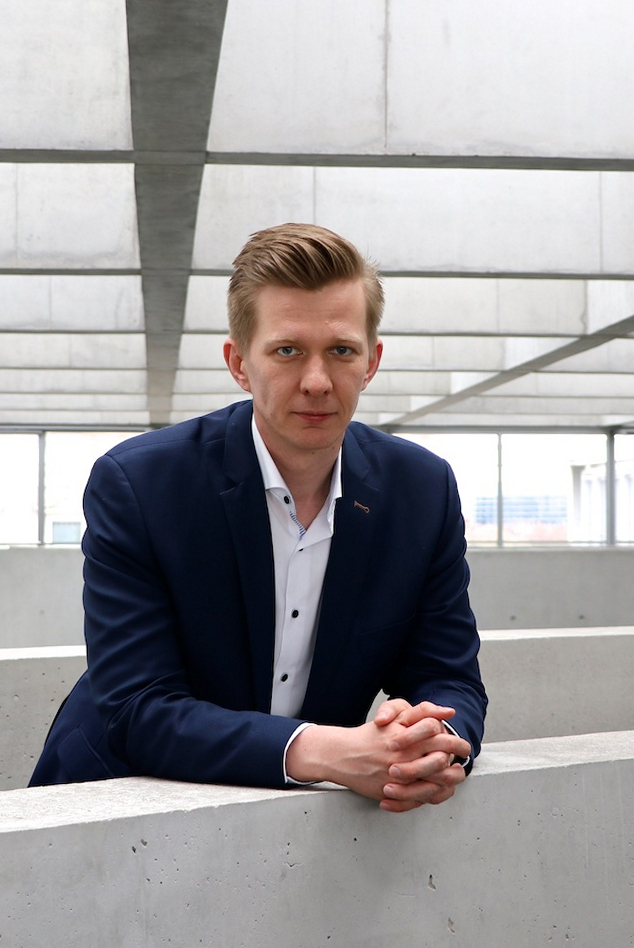
Matthias Seestern-Pauly (2019)

## Ausbildung und Beruf
Die Schule schloss er 2004 mit dem Abitur am Gymnasium Bad Iburg ab und absolvierte anschließend seinen Zivildienst. Anschließend studierte Seestern-Pauly in Osnabrück und Vechta. 2011 erlangte er den Abschluss Master of Education in den Fächern Deutsch und Geschichte. Während seines Studiums war er Stipendiat der Friedrich-Naumann-Stiftung für die Freiheit. Zudem arbeitete Seestern-Pauly von 2005 bis zu dessen Wechsel in den Vorstand der Deutschen Bundesbank zu Beginn des Jahres 2010 im Wahlkreisbüro des Bundestagsabgeordneten Carl-Ludwig Thiele (FDP). Nach dem Referendariat war er seit 2014 als Lehrer am Gymnasium Ursulaschule in Osnabrück tätig.
Seestern-Pauly ist verheiratet und Vater von drei Kindern.

## Politische Laufbahn
Den Jungen Liberalen trat Seestern-Pauly 2002 bei. Ein Jahr später folgte der Eintritt in die FDP, deren Fraktionsvorsitzender im Stadtrat Bad Iburg er von 2006 bis 2021 war. Des Weiteren ist er seit 2011 Vorsitzender der FDP/CDW-Gruppe im Kreistag des Landkreises Osnabrück und seit 2016 Vorsitzender des FDP-Kreisverbandes Osnabrück-Land.
Seit 2010 gehört Seestern-Pauly dem Landesvorstand der FDP Niedersachsen an.

## Parlamentarische Tätigkeit

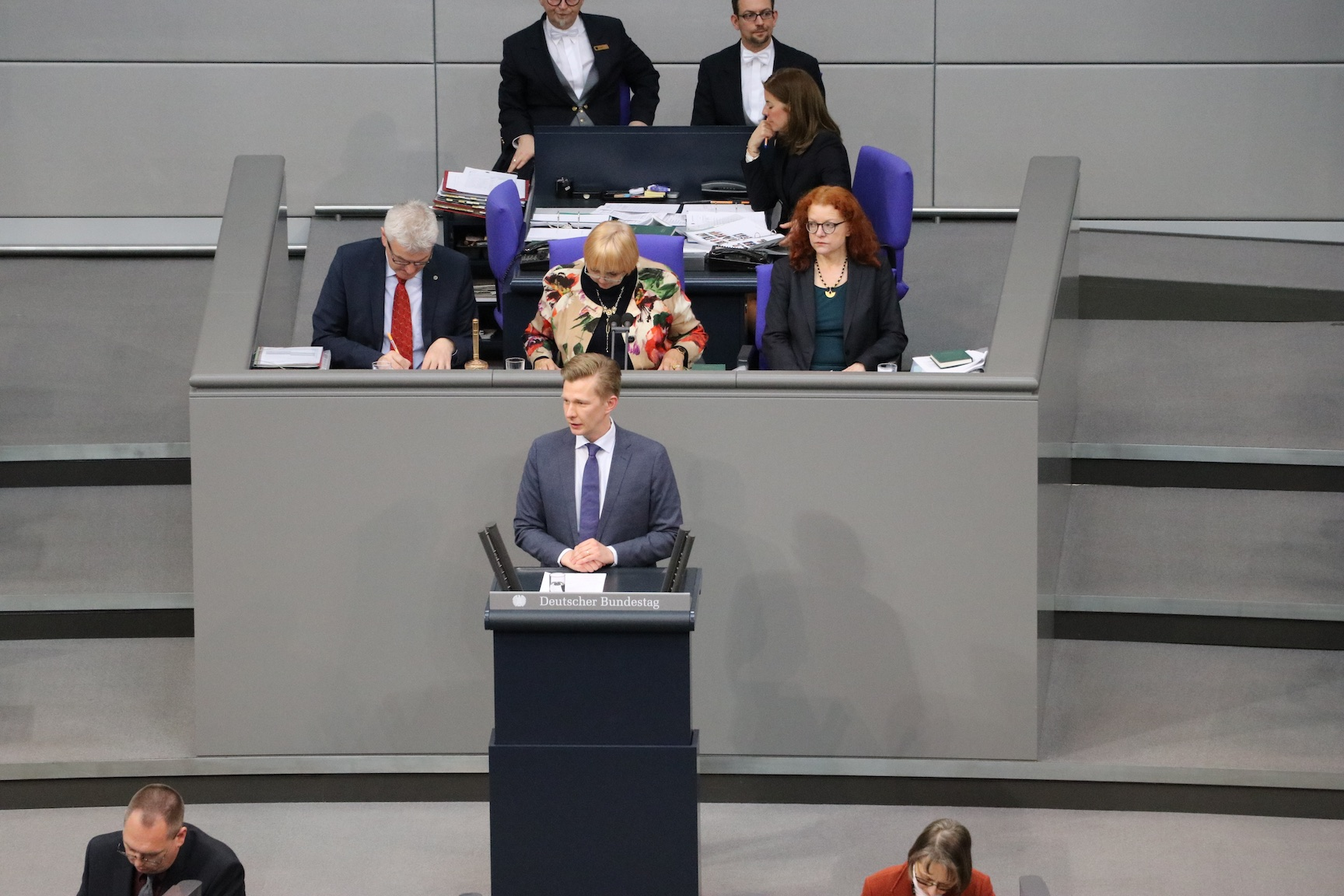
Matthias Seestern-Pauly im Plenum des Deutschen Bundestages (2019)

Bei der Bundestagswahl 2017 zog Seestern-Pauly über die Landesliste für die FDP Niedersachsen in den 19. Deutschen Bundestag ein. Auch für die Bundestagswahl 2021 nominierte ihn die FDP Niedersachsen auf ihrer Landesliste. Bei der Bundestagswahl am 26. September 2021 holte die FDP in Niedersachsen 10,5 % der Zweitstimmen, wodurch Seestern-Pauly in den 20. Deutschen Bundestag gewählt wurde. In seinem Wahlkreis Osnabrück-Land holten die Freien Demokraten dabei 11,1 % der Zweitstimmen.
Im 19. Deutschen Bundestag war Seestern-Pauly ordentliches Mitglied im Ausschuss für Familie, Senioren, Frauen und Jugend und dort Obmann der Fraktion der Freien Demokraten. Vom 1. Februar 2020 bis zum 31. Juli 2020 war er Vorsitzender der Kinderkommission und gehört darüber hinaus dem Kuratorium der Bundeszentrale für politische Bildung an. Zudem war er stellvertretendes Mitglied im Ausschuss für Bildung, Forschung und Technikfolgenabschätzung. Innerhalb seiner Fraktion war er kinder- und jugendpolitischer Sprecher. In dieser Funktion hat er dabei unter anderem deutliche Kritik am sogenannten „Gute-Kita-Gesetz“ der Bundesregierung geübt. So habe die damalige SPD-Familienministerin Franziska Giffey anstelle echter Qualitätsverbesserungen in der Kindertagesbetreuung vielmehr die Umsetzung des Wahlversprechens der pauschalen Beitragsfreiheit verfolgt. Zudem erarbeitete die FDP-Bundestagsfraktion unter seiner Federführung ein Positionspapier, in dem flächendeckende, bundesweit einheitliche und verbindliche Qualitätsstandards in der Frühkindlichen Bildung gefordert werden. Ein weiterer Themenschwerpunkt Seestern-Paulys war der Rechtsanspruch auf Ganztagsbetreuung im Grundschulalter. In diesem Zusammenhang kritisierte er die Bundesregierung wiederholt dafür, den Gesetzentwurf zu spät eingebracht zu haben. Zudem sei die ohnehin angespannte Personalsituation in der Frühkindlichen Bildung vollkommen außer Acht gelassen worden.
Im März 2020 waren Seestern-Pauly und sein Fraktionskollege Jens Beeck die einzigen Abgeordneten der FDP-Fraktion, die einen Antrag der Fraktion Bündnis 90/Die Grünen für ein humanitäres Aufnahmeprogramm für besonders schutzbedürftige Asylsuchende aus Griechenland nicht ablehnten.
Im 20. Deutschen Bundestag vertritt Seestern-Pauly die Freien Demokraten erneut im Familienausschuss. Er wurde zudem von seiner Fraktion zum familienpolitischen Sprecher ernannt und zum Vorsitzenden der Arbeitsgruppe Familie, Senioren, Frauen und Jugend gewählt.
Bei der Bundestagswahl 2025 kandidiert Seestern-Pauly nicht erneut.

## Sonstiges
Neben seinem politischen Engagement für die FDP ist Seestern-Pauly Mitglied in verschiedenen sozialen Vereinen und Verbänden, unter anderem dem Schützenverein Glane, Heimatverein Bad Iburg sowie dem Förderverein Landesgartenschau Bad Iburg 2018 e. V. Außerdem fungiert er als ehrenamtlicher Beirat im Verein „Gedenkstätten Gestapokeller und Augustaschacht e. V.“ Darüber hinaus ist er Pate beim Projekt „Schule ohne Rassismus – Schule mit Courage“ an der Ludwig-Windthorst-Schule Glandorf und an der Realschule Bad Iburg.